# NGC 1888
NGC 1888 je galaksija u zviježđu Zecu.

## Vanjske poveznice
- SEDS: NGC 1888